# Solenopsis nigella
Solenopsis nigella (лат.) — вид мелких муравьёв рода Solenopsis из подсемейства Myrmicinae (Formicidae). Новый Свет.

## Распространение
Южная Америка: Аргентина, Бразилия, Уругвай.

## Описание
Мелкого размера муравьи желтовато-коричневого цвета; длина рабочих около 2 мм. Глаза состоят из 30—35 омматидиев. Длина головы рабочих (HL) 0,690 — 0,768 мм, ширина головы (HW) 0,642 — 0,720 мм. Усики рабочих 10-члениковые с 2-члениковой булавой. Длина скапуса усиков (SL) 0,384 мм. Заднегрудка округлая без проподеальных шипиков.
Стебелёк между грудкой и брюшком состоит из двух узловидных члеников (петиоль и постпетиоль).

## Систематика
Вид был впервые описан в 1888 году итальянским мирмекологом Карло Эмери (Carlo Emery, 1848—1925) по типовым материалам из Бразилии, валидный статус подтверждён в 2013 году в ходе ревизии американскими энтомологами Хосе Пачеко и Уильямом МакКеем (Pacheco, Jose A. & Mackay, William P.). Вместе с видами S. gensterblumi, S. macrops, S. andina, S. oculata, S. photophila, S. schilleri принадлежит к комплексу видов nigella species complex. S. nigella обладает наибольшим сходством с видами Solenopsis andina и Solenopsis gensterblumi. Solenopsis nigella имеет длину чуть менее 2,00 мм, в то время как вид S. gensterblumi имеет длину около 1,50 мм, а вид S. andina имеет длину около 2,70 мм. Кроме того, вид S. nigella имеет меньше омматидиев в фасеточных глазах (30-35 омматидиев), чем вид S. andina (у которого 45-55) и S. gensterblumi (25-30).